# دوناتاس زافاكاس
دوناتاس زافاكاس (بالليتوانية: Donatas Zavackas)‏ مواليد 20 أبريل 1980 في كلايبيدا، الجمهورية الليتوانية السوفيتية الاشتراكية، هو لاعب كرة سلة ليتواني. بدأ مسيرته الاحترافية في سنة 1996. يلعب مع فريق فيكتوريا يبرتاس بيزارو في ليغا باسكيت الدرجة الأولى. يحمل الرقم 41. يبلغ طوله 6 قدم 8 بوصة (2.0 م). لعب كرة السلة الجامعية في جامعة بيتسبرغ.

## المسيرة الاحترافية
لعب مع نادي فوتسوافك لكرة السلة في موسم 2003–2004، ثم لعب مع نادي فوتسوافك لكرة السلة في موسم 2005–2006، ثم لعب مع أماتوري أوديني في سنة 2006، ثم لعب مع نادي دنيبرو لكرة السلة في موسم 2006–2007، ثم لعب مع شياولياي في موسم 2007–2008، ثم لعب مع ليتوفوس رايتس من سنة 2008 إلى 2010.

## روابط خارجية
- دوناتاس زافاكاس على موقع الاتحاد الدولي لكرة السلة (الإنجليزية)
- دوناتاس زافاكاس على موقع الدوري الأوروبي لكرة السلة (الإنجليزية)
- دوناتاس زافاكاس على موقع كرة السلة الأوروبية.كوم (الإنجليزية)
- دوناتاس زافاكاس على موقع كلية كرة السلة في سبورتس رفرنس.كوم (الإنجليزية)
- دوناتاس زافاكاس على موقع ريلجم (الإنجليزية)
- دوناتاس زافاكاس على موقع بروبوليرز (الإنجليزية)
- دوناتاس زافاكاس على موقع سبورتس رفرنس (الإنجليزية)